# Ponte Santa Trinita
Il ponte Santa Trìnita è un ponte di Firenze sull'Arno, che unisce il centro storico col quartiere Oltrarno, in particolare collegando via de' Tornabuoni (all'incrocio tra lungarno Corsini e lungarno Acciaiuoli) con piazza de' Frescobaldi (presso il lungarno Guicciardini) e quindi via Maggio. Il ponte appariva (unico ponte assieme al Ponte Vecchio) nell'elenco redatto nel 1901 dalla Direzione Generale delle Antichità e Belle Arti, quale edificio monumentale da considerare patrimonio artistico nazionale.
Al pari della vicina basilica di Santa Trinita e dell'omonima piazza, la pronuncia del nome del ponte ha mantenuto l'accento sulla prima "i", secondo l'uso latino.

## Storia e descrizione

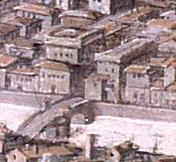
Il ponte ancora nella versione medievale nell'affresco dell'Assedio di Firenze dello Stradano

### Prime versioni medievali
Un ponte di legno fu originariamente costruito in questa zona nel 1252 per volontà di Lamberto de' Frescobaldi, proprietario del palazzo che si estendeva prossimo sul lato d'Oltrarno e di altre case in questa zona, con l'avallo del podestà Filippo Ugoni. 
Totalmente o in parte atterrato per una piena del fiume nel 1269, quando la sua rovina si portò dietro poco dopo anche il ponte alla Carraia,, fu riedificato in pietra dagli architetti fra' Sisto e fra' Ristoro, ma cedette sotto la spinta della grande piena del 1333, che risparmiò a Firenze solo il ponte alle Grazie. La successiva riedificazione fu lenta e durò un cinquantennio, dal 1356 al 1415, su progetto riferito a Taddeo Gaddi.

### Il ponte manierista
Nuovamente il ponte cedette durante l'alluvione del 13 settembre 1557, e venne infine rifatto nelle forme attuali, su progetto di Bartolomeo Ammannati (che si avvalse di una non meglio precisata consulenza di Michelangelo Buonarroti) e commissione di Cosimo I de' Medici, nell'ambito di un progetto teso a conferire maggiore unitarietà all'asse costituito da via Tornabuoni e via Maggio, oramai individuato come privilegiato per i cortei ducali, evitando le zone eccessivamente affollate e malsane del mercato e del ponte Vecchio. 
Quest'ultimo cantiere, aperto nel 1567 e chiuso nel 1570 (nelle epigrafi dei quattro cartigli in marmo che ricordano l'impresa, posti in chiave alle arcate, è tuttavia la data 1569), conferì al ponte il disegno che ancor oggi si vede, fortemente caratterizzato dall'uso della pietra forte e soprattutto dalla linea ellittica delle tre luci, ad arco di catenaria, segnate da grandi cartigli di marmo. Tale originale soluzione, che riprende capovolta la linea che fa una catena sospesa per i suoi due capi e che somiglia a una parabola, si ispirava a opere michelangiolesche quali o le tombe delle Cappelle medicee e nella scalinata del vestibolo della Biblioteca Medicea Laurenziana, forme fluide ed espanse che sono state definite "pre-barocche", ma rappresentava anche una miglioria tecnica, perché permetteva, grazie alla notevole resistenza statica, di allargare la luce degli archi senza inarcare eccessivamente il passaggio carrabile.
I piloni di sostegno presentavano inoltre una sezione orizzontale con angoli accentuatamente acuti, che sul piano pratico offrivano il vantaggio che tronchi e altro, trasportati da una piena, potessero rimanere impigliati meno facilmente e ostruire le campate, mentre sul piano estetico garantivano un profilo più leggero e dinamico. 
Questa eleganza del suo disegno fu sempre riconosciuta e particolarmente sottolineata dalle guide cittadine: "È questo ponte de' quattro che sono nella città, più bello, più artifizioso, e di ogni altro per avventura più robusto" (Bocchi-Cinelli 1677). "Oltre la purezza e sobrietà filosofica degli ornati che vi si vedono, furono i suoi archi condotti con una curva sì elegante ed armoniosa che rapisce ed entusiasma l'anima e l'intelletto, specialmente se viene considerata quando le acque del fiume si sono elevate fino alla loro impostatura" (Fantozzi 1842). E ancora, tra i molti altri possibili esempi: "Questo è uno dei più celebri ponti che siano in Italia, ed è considerato come uno dei capi d'opera in architettura, principalmente per gli archi i quali gli danno una leggerezza sorprendente" (Firenze 1850); "Molti sono stati i ponti ovunque costruiti con ardimento e perizia grandissima, ma questo dell'Ammannati resterà mai sempre un modello di bellezza, di eleganza, di resistenza" (Burci 1875). Tra le caratteristiche innovative della struttura era anche la presenza fin dall'origine di una ben netta divisione tra la carreggiata centrale e i marciapiedi, come rimarcato da Filippo Baldinucci, che peraltro lo segnala come "uno de' più maravigliosi d'Europa": "dico aver l'Ammannati nella parte superiore distinti tre spazi di strada, due, cioè da destra e sinistra, e per li quali, per esser più alti del terzo spazio, possono camminare pulitamente i passeggieri senz'intoppo; il terzo ch'è nel mezzo molto più largo degli altri due, serve per lo passaggio de' cocchi e degli animali". Più tardi Giovanni Spadolini, che a Firenze era nato, descrisse il ponte come uno dei più belli di tutta Italia e fra i più eleganti d'Europa.
Nelle 1608, in occasione delle nozze di Cosimo II de' Medici con Maria Maddalena d'Austria, alle quattro estremità furono poste statue raffiguranti le quattro stagioni: l'Inverno di Taddeo Landini, l'Autunno di Giovanni Battista Caccini, la Primavera di Pietro Francavilla e l'Estate, nuovamente del Caccini. 

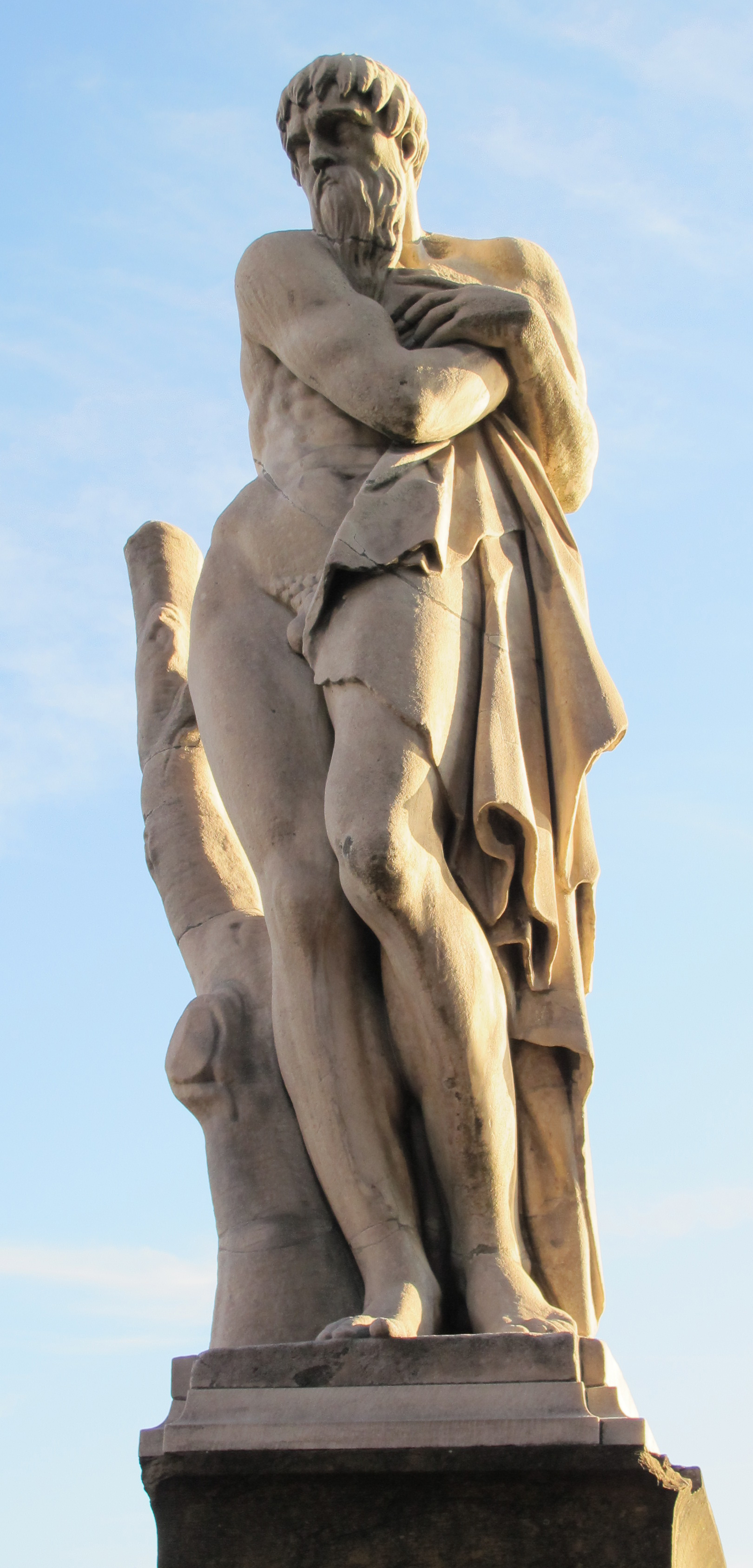
Inverno di Taddeo Landini
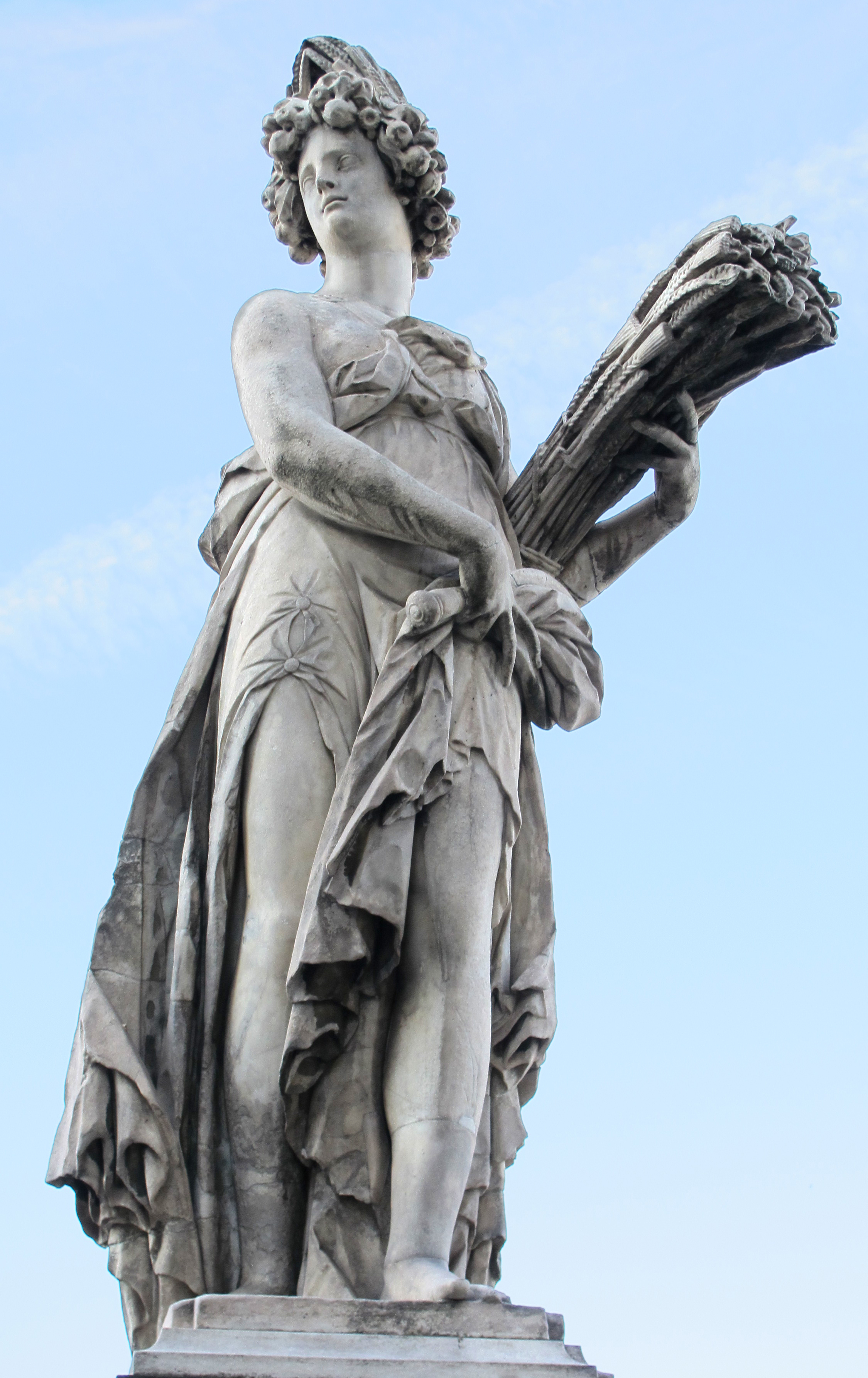
Estate di Giovanni Battista Caccini
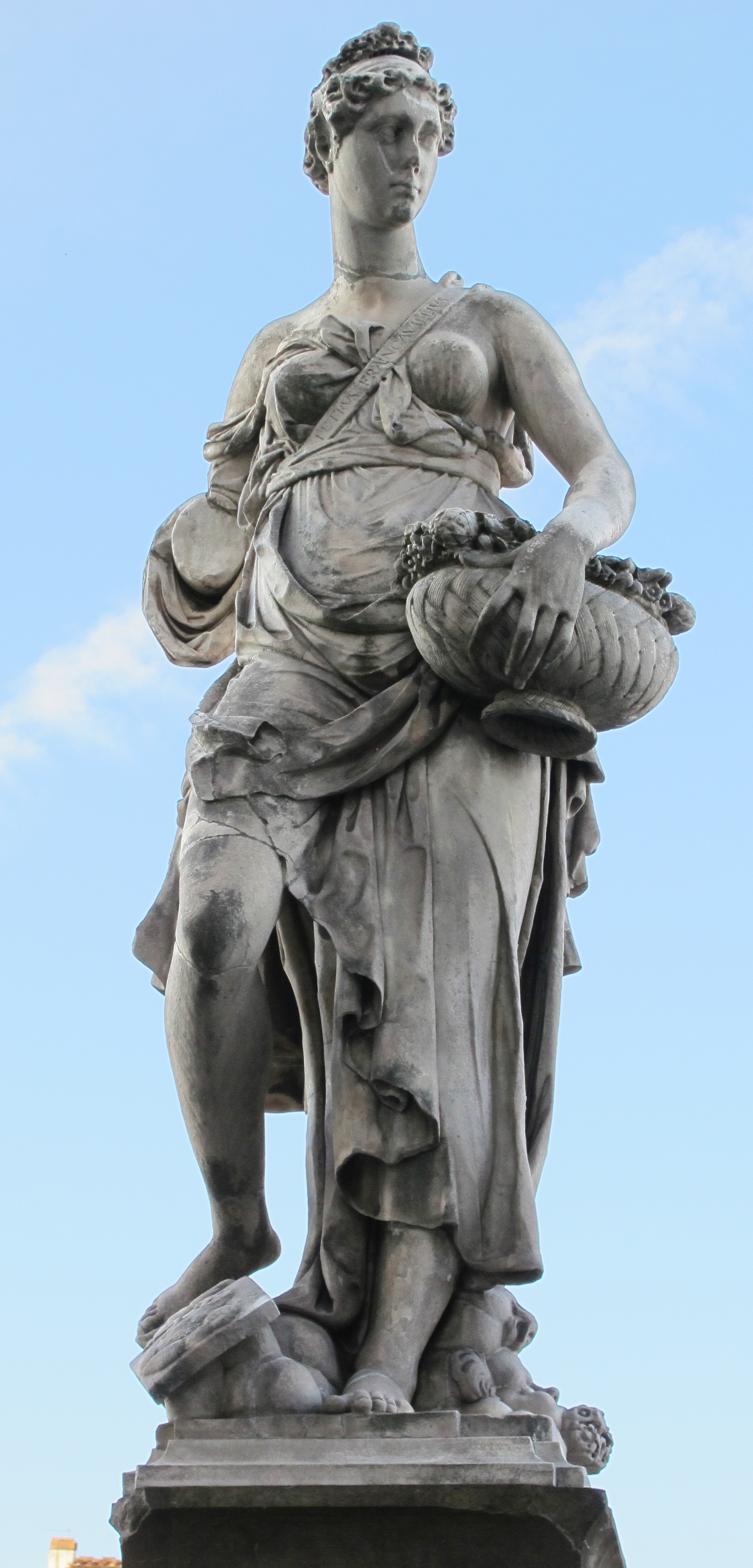
Primavera di Pietro Francavilla
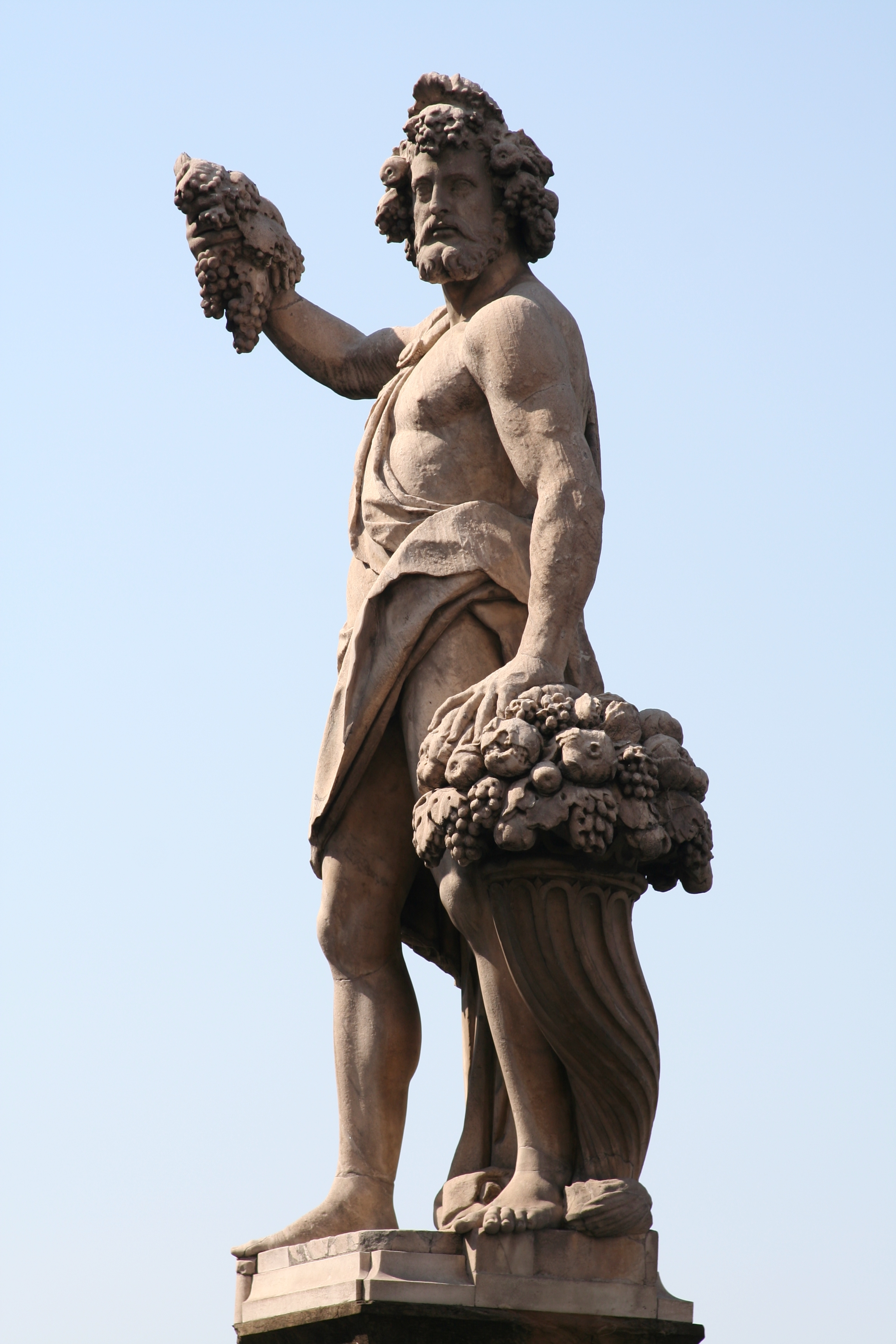
Autunno di Giovanni Battista Caccini

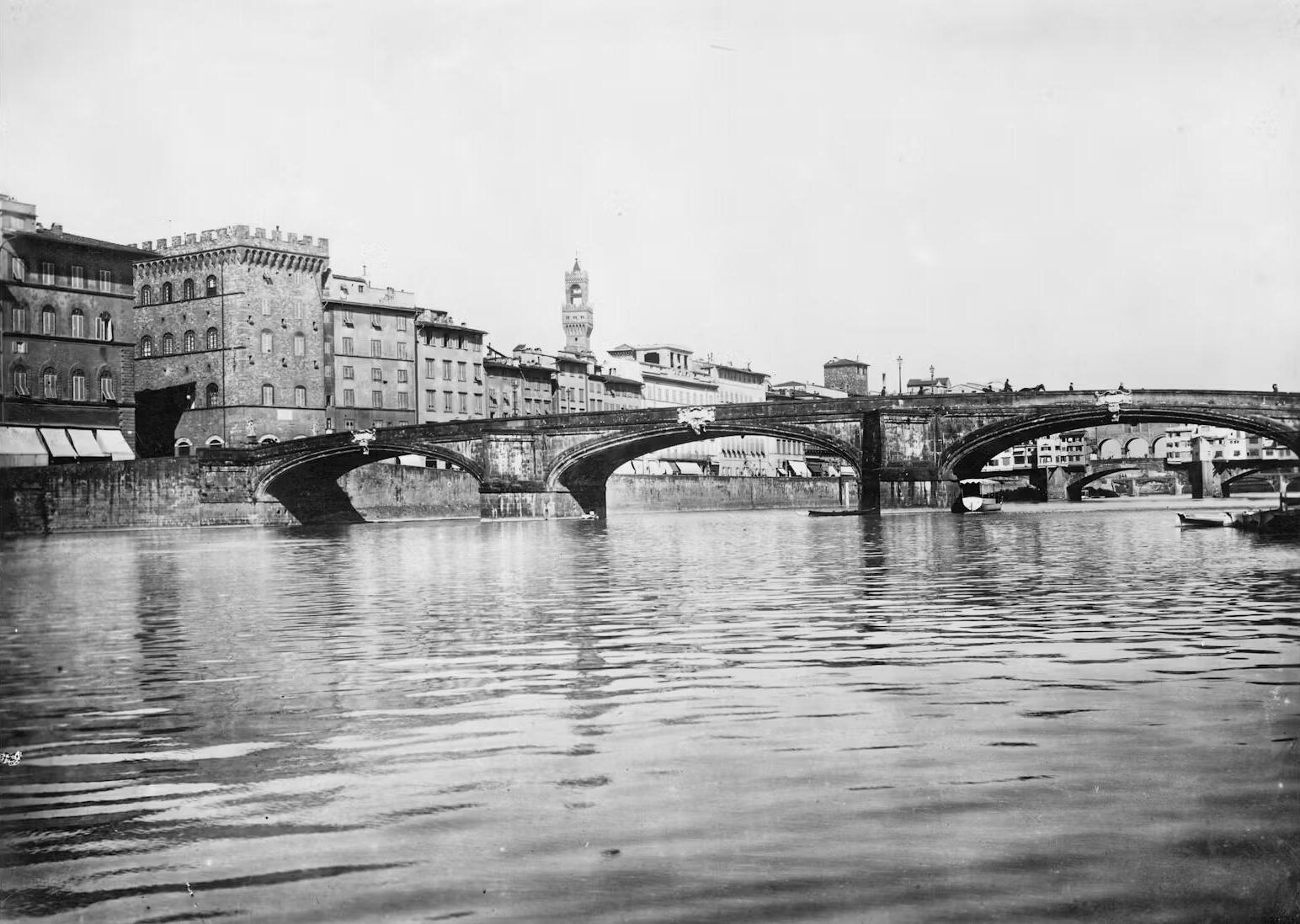
Ponte Santa Trinita prima della distruzione

Fino ai primi decenni del Novecento, l'11 novembre, per la festività di san Martino, sul ponte e sulla parte iniziale dell'attigua via Maggio si svolgeva la caratteristica fiera dei "trabiccoli", che prendeva il nome dalla vendita di cupolette fatte di assicelle di legno per scaldare o asciugare panni o lenzuola con uno scaldino. La "fierucola di San Martino", animata dai richiami dei venditori, era fatta di piccolo commercio e artigianato povero.

### Distruzione bellica e ricostruzione

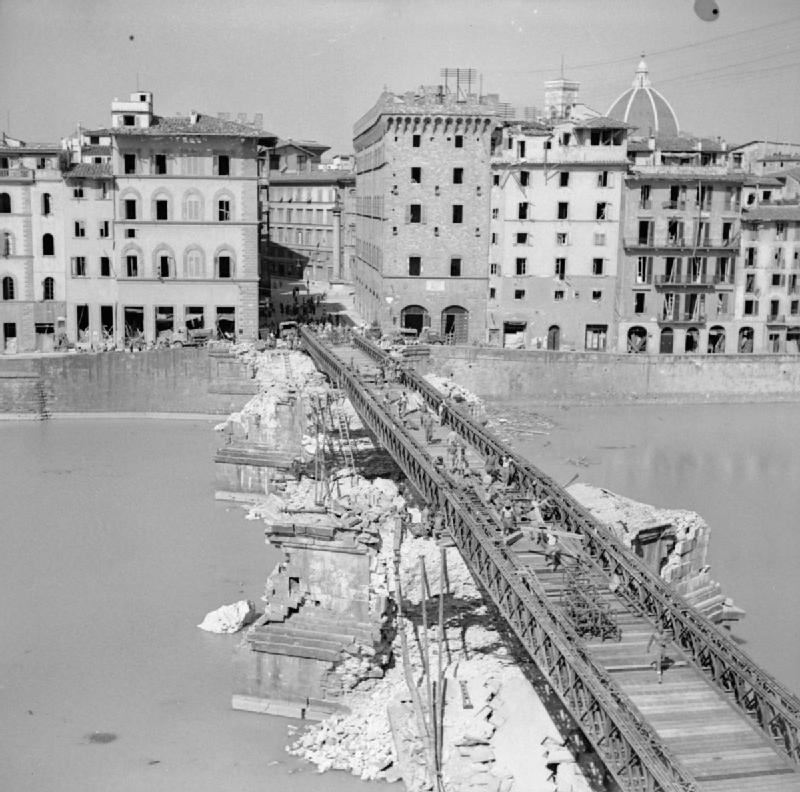
Un ponte Bailey costruito sulle rovine del ponte durante la seconda guerra mondiale

Come gli altri ponti fiorentini, ad eccezione del Ponte Vecchio, fu minato e distrutto dalle truppe tedesche in ritirata la notte del 3 agosto 1944. Tuttavia, mentre negli altri casi si provvide a indire concorsi per l'individuazione di progetti moderni, in questo caso la scelta finale (a lungo contrastata dal Genio Civile e da altre autorevoli voci quali quelle di Carlo Ludovico Ragghianti e Ranuccio Bianchi Bandinelli) fu quella di ricostruire il ponte "come era e dove era", sulla spinta di un comitato costituito dall'antiquario fiorentino Luigi Bellini e presieduto dallo storico dell'arte Bernard Berenson. 
I lavori, dopo l'approvazione del progetto nel 1952, furono avviati definitivamente nel 1955 e diretti dall'architetto Riccardo Gizdulich coadiuvato per i calcoli dall'ingegnere Emilio Brizzi. A Gizdulich, della Soprintendenza ai Monumenti, si deve inoltre il salvataggio delle originarie pigne non distrutte dalle mine (che il genio militare alleato voleva invece parzialmente demolire per ragioni di sicurezza), il recupero di molto materiale lapideo dall'alveo del fiume e la soluzione del problema della curvatura degli archi, con una presenza quotidiana in cantiere dallo stesso più volte ricordata. Il ponte fu inaugurato il 16 maggio del 1958, con le sue statue recuperate nel letto dell'Arno, ad eccezione della testa della statua della Primavera.
L'antiquario Luigi Bellini mise a disposizione una ricompesa di 3.000 dollari per il ritrovamento della testa, che venne pubblicizzata nel 1958 in tutto il mondo tramite l'idea di un agente di commercio fiorentino, Giuseppe Fantacci, che coinvolse il quotidiano La Nazione e l'azienda americana Parker per cui lavorava, con articoli e volantini dal titolo «Chi ha visto questa donna?».

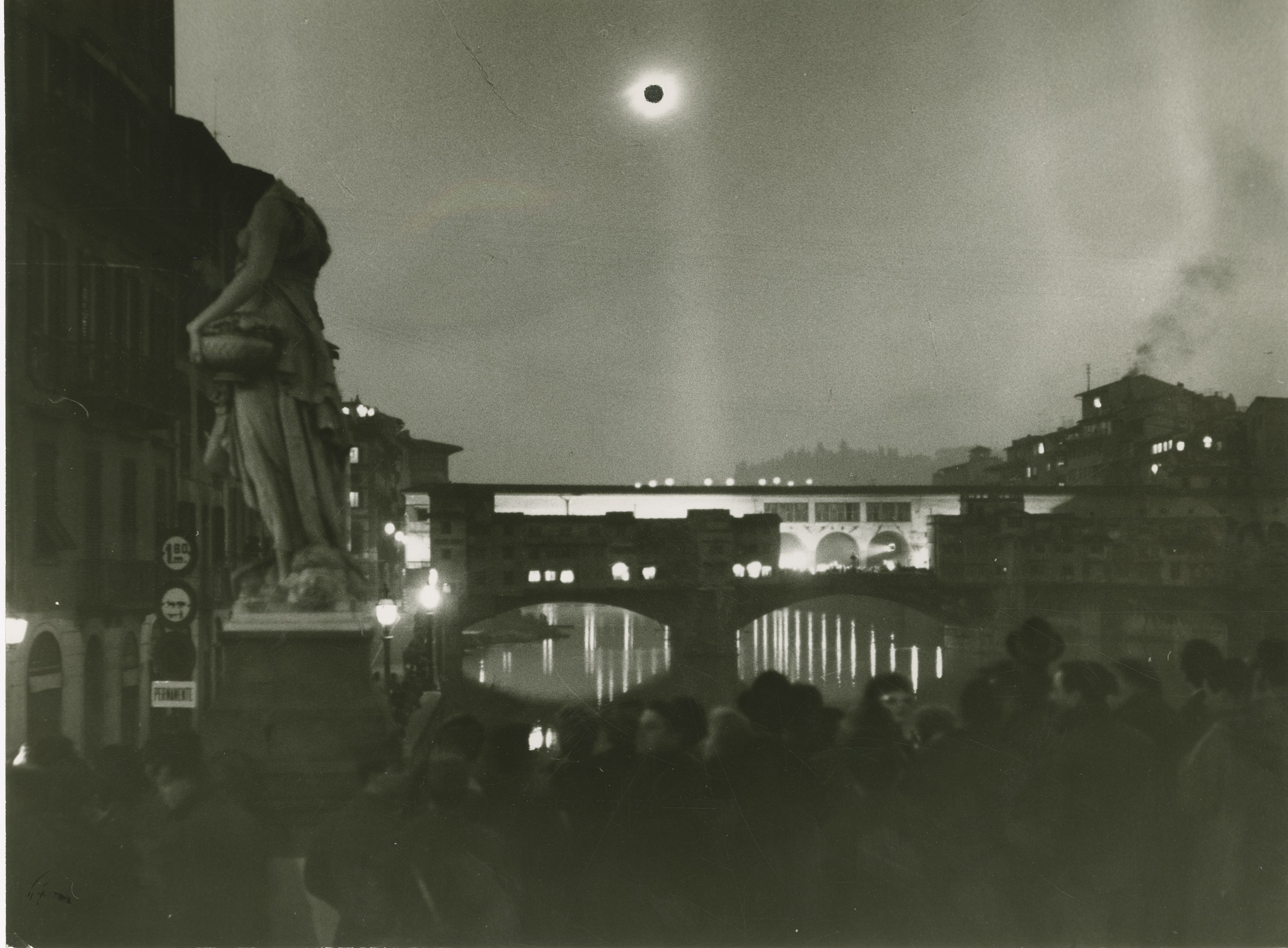
Una foto dell'eclissi di sole del 15 febbraio 1961, dove la stata della Primavera era ancora senza testa
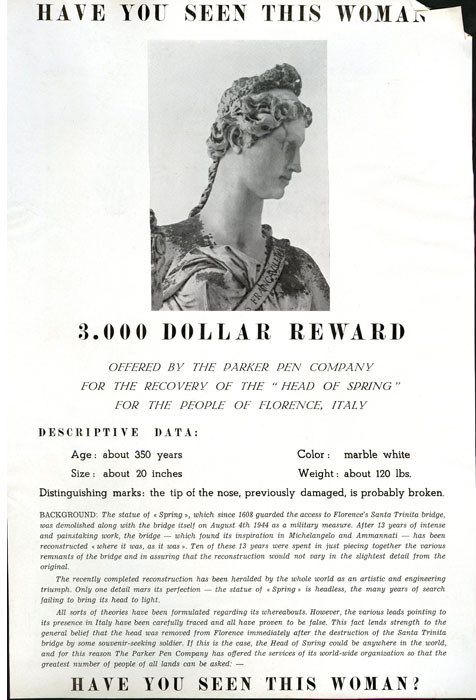
Volantino internazionale con ricompensa per il ritrovamento della testa della Primavera

Tuttavia la testa, che si credeva trafugata, era rimasta sempre in Arno, e fu rinvenuta, qualche decina di metri a valle, da un renaiolo solo nel 1961, tornando al suo posto solo diciassette anni dopo il distacco; il braccio destro della statua invece non è mai stato ritrovato. La testa scomparsa ha fornito lo spunto per il film Miracolo a Sant'Anna di Spike Lee (2008).
Nel periodo dal 1978 al 1980 sono documentati importanti lavori alla platea, nel 2010 un intervento di pulitura del paramento lapideo (ditta esecutrice RAM Restauri Artistici e Monumentali). Nel 2016 ci furono alcune polemiche per l'installazione, sul manto stradale, di un cordolo in muratura per dividere la pista ciclabile.

### Iscrizioni
Su ciascun lato del ponte si trovano due tabelle con iscrizioni dedicatorie a Cosimo I de' Medici. Sul lato di levante (a monte) si leggono: «COS. MED. MAGN. ETRVR. D. VRBI DELECTO. PONTE DEFORMAT. SVAM SPECIEM REDDIDIT M.D.LXIX » (traduzione: "Cosimo de' Medici granduca di Toscana restituì la sua bellezza alla città deturpata per la distruzione del ponte. 1569") e «COS. MED. D. MAGN. ETRVR. ARNO PONTEM QVEM DEIECERAT RVRSVS IMPOSVIT M.D.LXIX » (traduzione: "Cosimo de' Medici granduca di Toscana fece costruire di nuovo sull'Arno il ponte che era crollato. 1569"). Su quello di ponente (a valle): «COS. MED. D. MAGN. ETRVR. VI FLV. EVERSVM IN MELIOREM FORMAM RESTITVIT M.D.LXIX » (traduzione: "Cosimo de' Medici Granduca di Toscana restituì a miglior forma dopo il crollo per la violenza del fiume. 1569 ") e «COS. MED. D. II PONTE RESTITVTO VRBI DECVS CIV. COM MODA AVXIT M.D.LXIX » (traduzione: "Cosimo de' Medici, secondo duca, con la ricostruzione del ponte accrebbe decoro alla città e comodità ai cittadini. 1569").

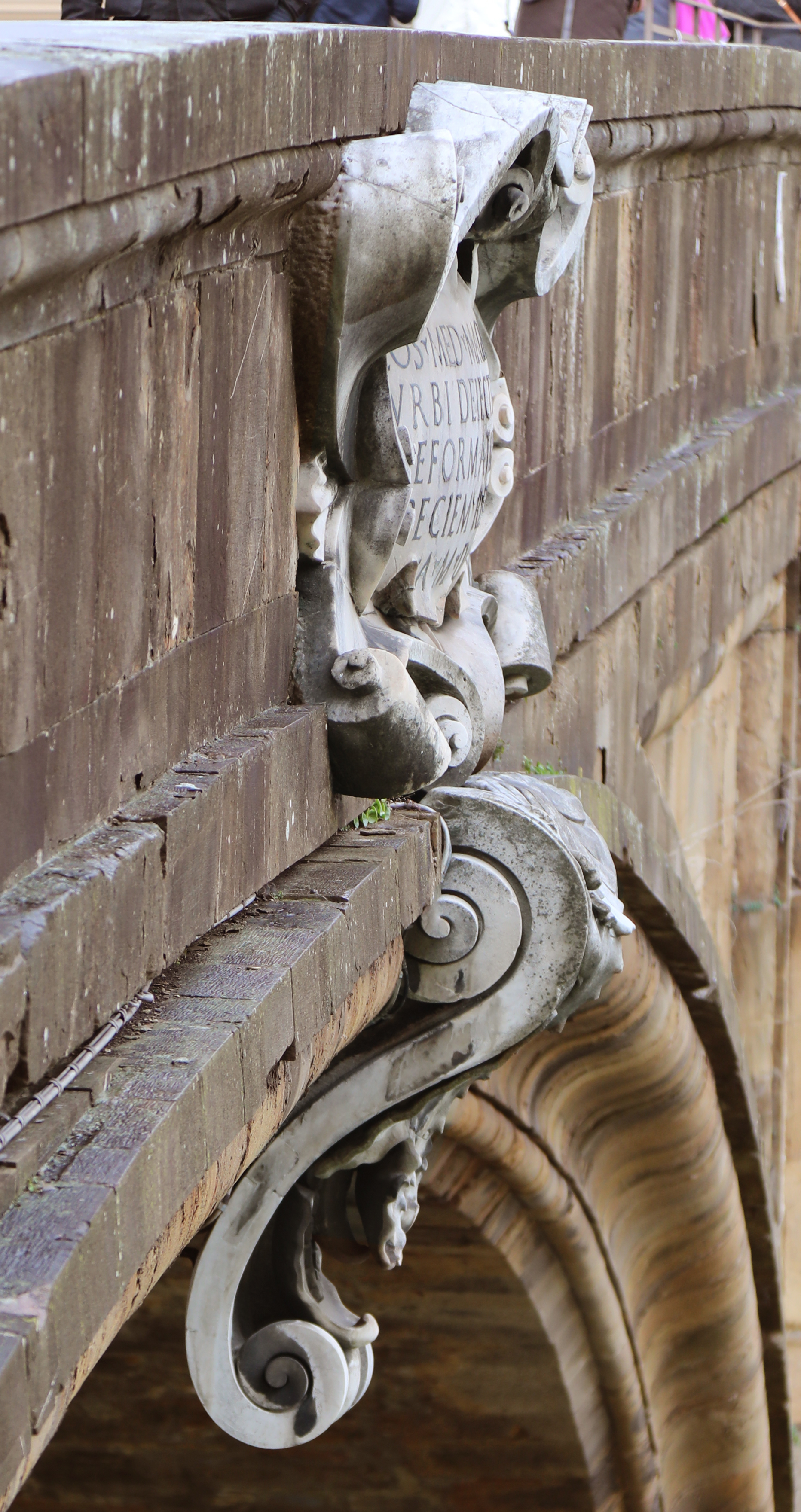
Iscrizione lato a monte, arcata sud
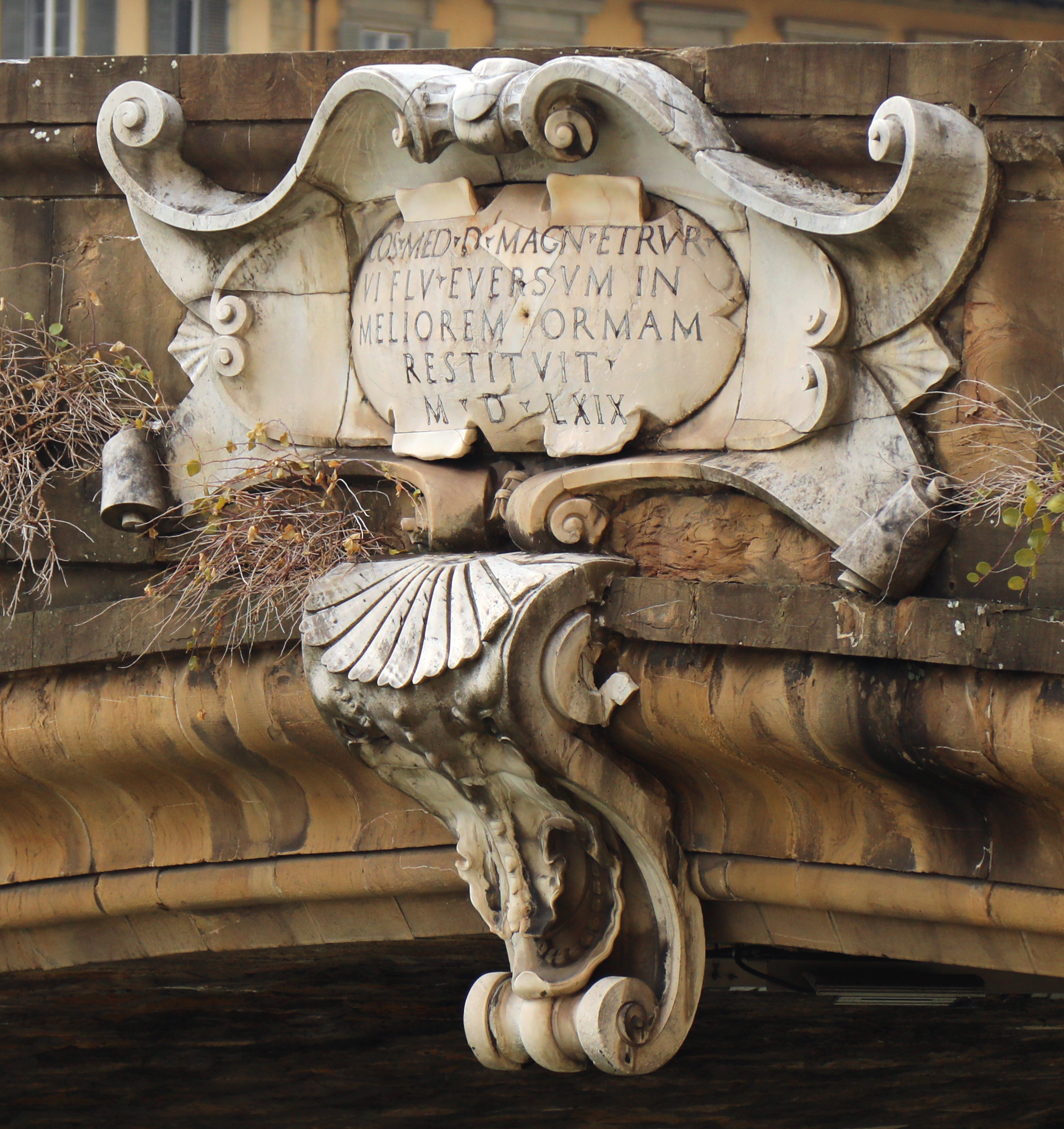
Iscrizione lato a monte, arcata nord
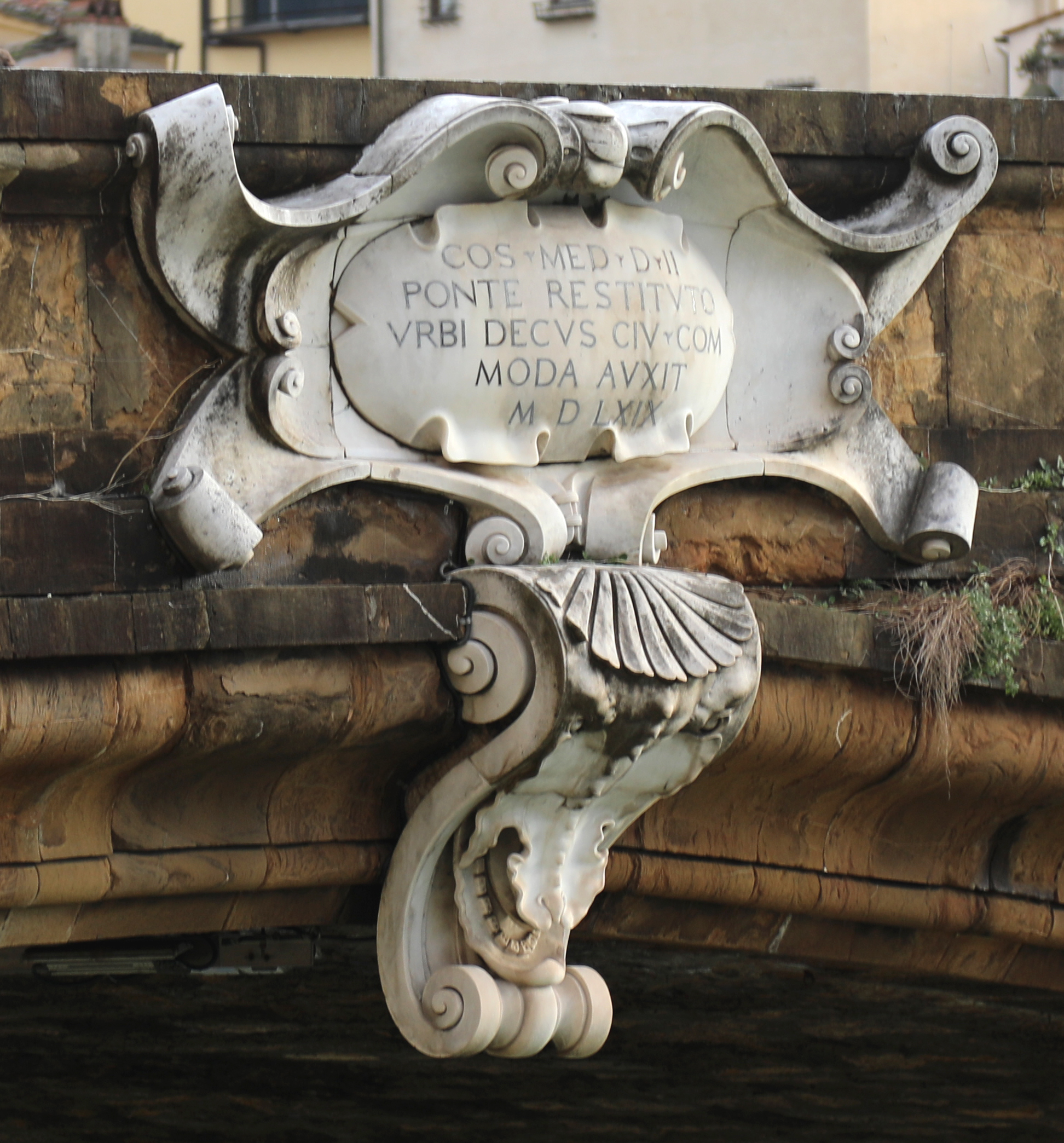
Iscrizione lato a valle, arcata nord
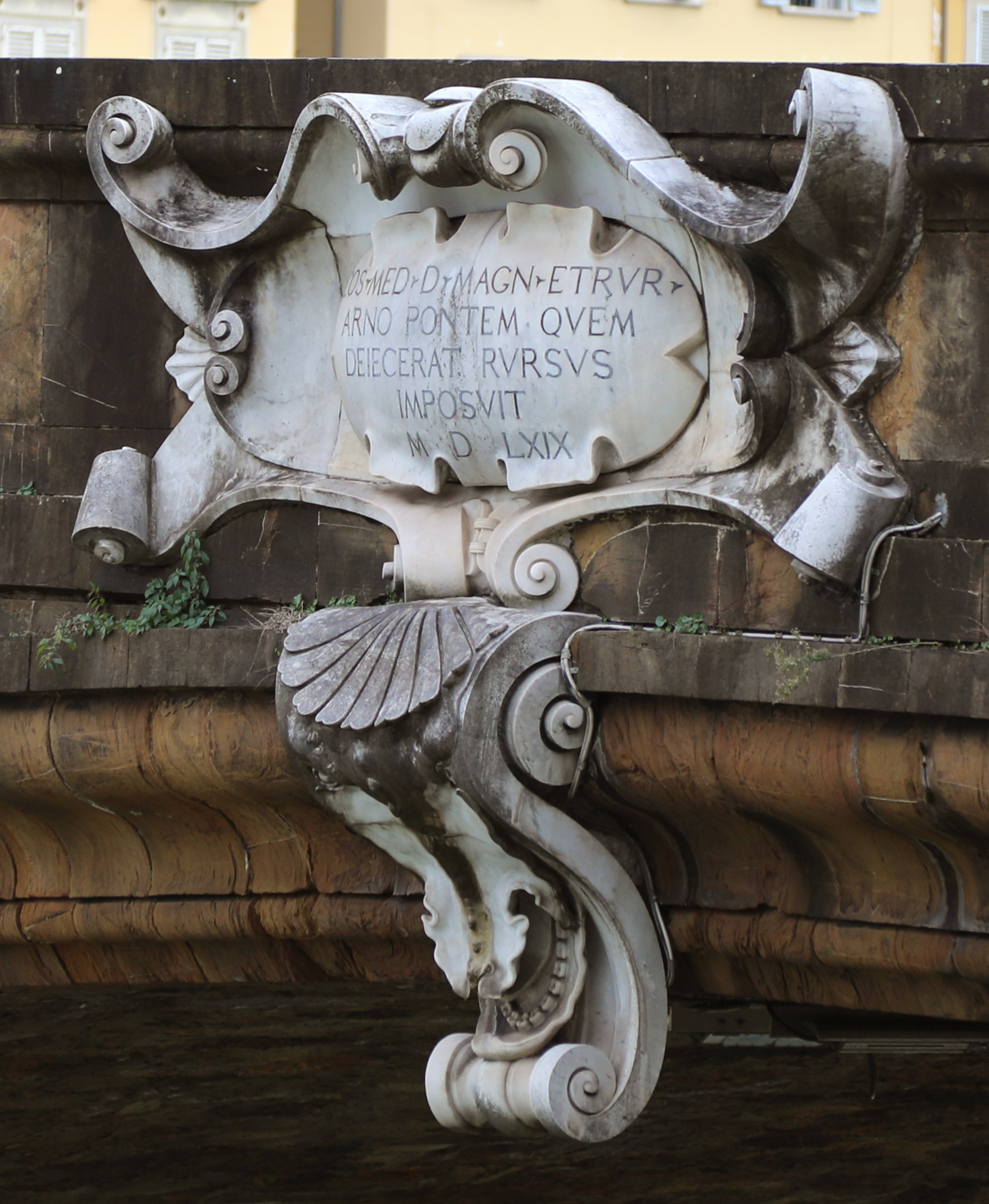
Iscrizione lato a valle, arcata sud

## Bibliografia

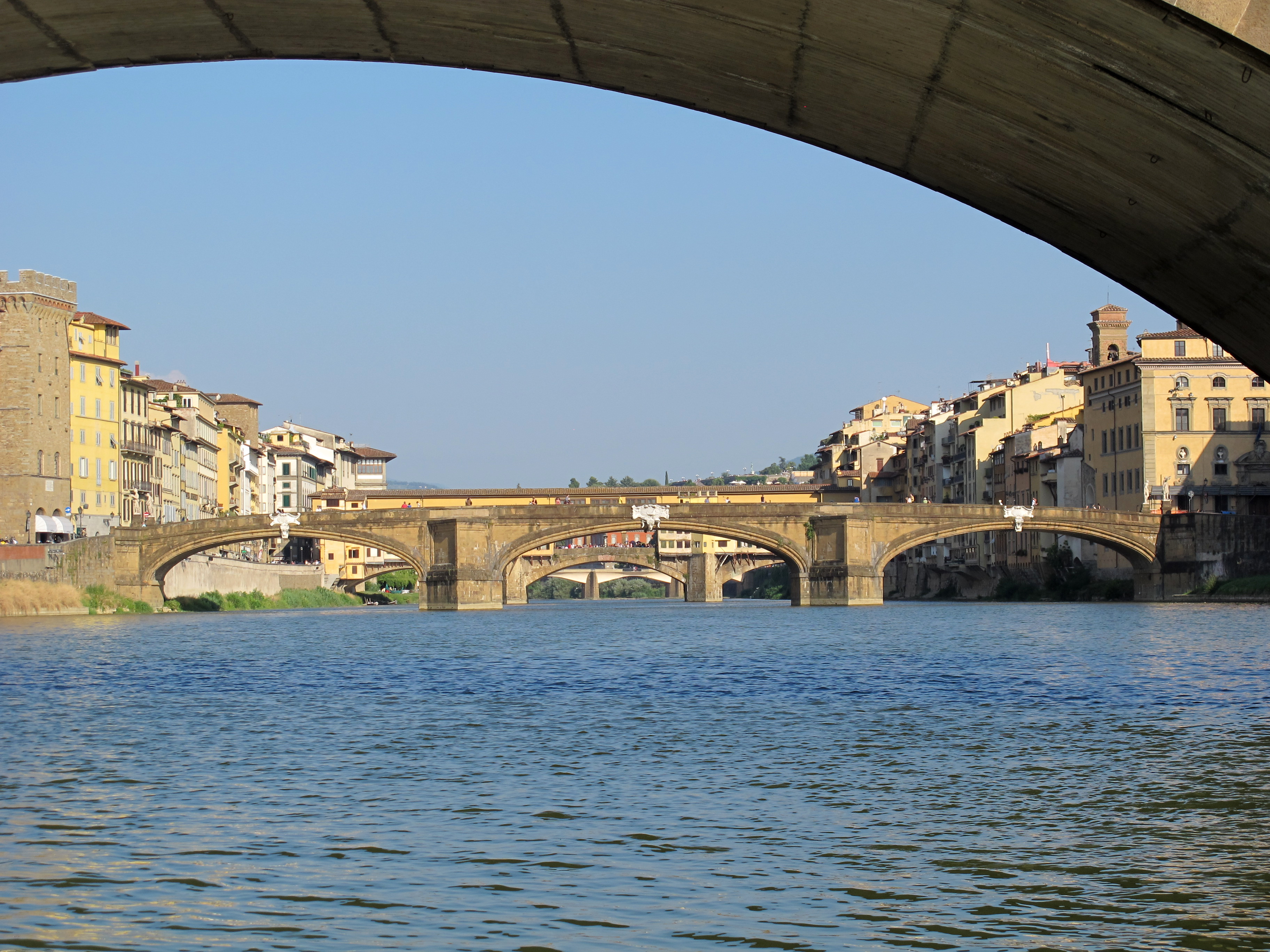
Veduta dal fiume all'altezza del ponte alla Carraia